# .gn
.gn este un domeniu de internet de nivel superior, pentru Guineea (ccTLD).